# April Grace
April Grace (Lakeland, 12 maggio 1962) è un'attrice statunitense.

## Filmografia

### Cinema
- Magnolia, regia di Paul Thomas Anderson (1999)
- Scoprendo Forrester (Finding Forrester), regia di Gus Van Sant (2000)
- A.I. - Intelligenza artificiale (A.I. Artificial Intelligence), regia di Steven Spielberg (2001)
- Constantine, regia di Francis Lawrence (2005)
- Dietro le linee nemiche II - L'asse del male (Behind Enemy Lines II: Axis of Evil), regia di James Dodson (2006)
- Io sono leggenda (I Am Legend), regia di Francis Lawrence (2007)
- Fame - Saranno famosi (Fame), regia di Kevin Tancharoen (2009)
- Die Hard - Un buon giorno per morire (A Good Day to Die Hard), regia di John Moore (2013)
- Hunger Games: Il canto della rivolta - Parte 2 (The Hunger Games: Mockingjay - Part 2), regia di Francis Lawrence (2015)

### Televisione
- Star Trek: The Next Generation - serie TV, episodio 4x08 (1990)
- X-Files - serie TV, episodio 3x05 (1995)
- The O.C. - serie TV, episodio 1x08 (2003)
- Joan of Arcadia - serie TV, 15 episodi (2003-2004)
- Crossing Jordan - serie TV, episodio 3x12 (2004)
- Medium - serie TV, episodio 1x01 (2005)
- Cold Case - Delitti irrisolti (Cold Case) - serie TV, episodio 3x06 (2005)
- The Lost Room - serie TV, 3 episodi (2006)
- Lost - serie TV, episodi 2x22-2x23-3x11 (2006-2007) - Bea Klugh
- Boston Legal - serie TV, episodio 3x21 (2007)
- The Nine - serie TV, 5 episodi (2007)
- Grey's Anatomy - serie TV, episodio 4x15 (2008)
- Ghost Whisperer - Presenze (Ghost Whisperer) - serie TV, episodi 4x01-4x13 (2008-2009)
- Fringe - serie TV, episodio 1x17 (2009)
- Lie to Me - serie TV, episodio 2x08 (2009)
- Pretty Little Liars - serie TV, episodi 1x10-1x13 (2010-2011) - Agente Cooper
- American Horror Story – serie TV, 1 episodio (2011)
- Glee - serie TV, episodio 6x12 (2015)
- Sneaky Pete - serie TV, 3 episodi (2019)
- Criminal Minds - serie TV, episodio 15x04 (2020)

## Premi e candidature
- Nomination allo Screen Actors Guild Awards 2000 per il miglior cast in Magnolia

## Doppiatrici italiane
Nelle versioni in italiano delle opere in cui ha recitato, April Grace è stata doppiata da:
- Anna Rita Pasanisi in Magnolia, The Shield
- Emanuela Baroni in  The O.C., The Good Doctor
- Patrizia Burul in Lost, Grey's Anatomy
- Alessandra Cassioli in Sons of Anarchy, NCIS: New Orleans
- Veronica Pivetti in X-Files
- Silvia Tortarolo in Constantine
- Giovanna Martinuzzi in Die Hard - Un buon giorno per morire
- Stefania Romagnoli in Dietro le linee nemiche II - L'asse del male
- Laura Boccanera in Cold Case - Delitti irrisolti
- Emanuela Rossi in The Lost Room
- Laura Latini in Boston Legal
- Cristiana Lionello in Ghost Whisperer
- Sabrina Duranti in Pretty Little Liars
- Antonella Alessandro in Code Black
- Barbara Castracane ne Le regole del delitto perfetto
- Rossella Acerbo in Sneaky Pete
- Paola Majano in Criminal Minds